# Article 47 de la Constitution de la Cinquième République française
Article 46 Article 47-1
En France, l'article 47 de la Constitution de la Cinquième République française détermine les principes des lois de finances.

## Version actuelle
« Le Parlement vote les projets de loi de finances dans les conditions prévues par une loi organique.

Si l'Assemblée Nationale ne s'est pas prononcée en première lecture dans le délai de quarante jours après le dépôt d'un projet, le Gouvernement saisit le Sénat qui doit statuer dans un délai de quinze jours. Il est ensuite procédé dans les conditions prévues à l'article 45.
Si le Parlement ne s'est pas prononcé dans un délai de soixante-dix jours, les dispositions du projet peuvent être mises en vigueur par ordonnance.
Si la loi de finances fixant les ressources et les charges d'un exercice n'a pas été déposée en temps utile pour être promulguée avant le début de cet exercice, le Gouvernement demande d'urgence au Parlement l'autorisation de percevoir les impôts et ouvre par décret les crédits se rapportant aux services votés.

Les délais prévus au présent article sont suspendus lorsque le Parlement n'est pas en session. »
— Article 47 de la Constitution de 1958

## Principes

### Révisions de 2001 et 2008
Jusqu'à la révision constitutionnelle du 23 juillet 2008, cet article comportait un alinéa supplémentaire ainsi rédigé : 
« La Cour des comptes assiste le Parlement et le Gouvernement dans le contrôle de l'exécution des lois de finances. »
— Article 47 de la Constitution de 1958, version en vigueur du 5 octobre 1958 au 25 juillet 2008
. Les dispositions relatives à la Cour des comptes font désormais l'objet d'un nouvel article, le 47-2.